# Панос, Джо
Джо Па́нос (англ. Joe Panos, имя при рождении — Зо́ис Панайото́пулос (англ. Zois Panagiotopoulos); род. 24 января 1971, Брукфилд, Висконсин) — американский профессиональный футболист.

## Биография
Играл за команды НФЛ «Филадельфия Иглз» и «Баффало Биллс» на позиции оффенсив лайнмена (1994—2000). Член Зала славы AHEPA (2014). Родился в греческой семье. Играл за команду Висконсинского университета в Мадисоне.